# Piper littlei
Piper littlei är en pepparväxtart som beskrevs av Truman George Yuncker. Piper littlei ingår i släktet Piper och familjen pepparväxter. Inga underarter finns listade i Catalogue of Life.